# Roope Heilala
Roope Heilala (13 de agosto de 1980)  é um futebolista finlandês que já atuou no FF Jaro, KooTeePee, e no FC Honka.